# إبروتينيب
إبروتينيب ، الذي يُباع تحت الاسم التجاري إمبروفيكا(Imbruvica ) من بين أسماء أخرى، هو دواء يستخدم لعلاج ليمفوما خلايا القشرية (MCL)، وسرطان الدم الليمفاوي المزمن (CLL)، و والدنستروم ماكروغلوبولين الدم.   و يُستخدم لعلاج MCL و CLL عندما تفشل العلاجات الأخرى.  قد تشمل الاستخدامات الأخرى داء الطعم حيال الثوي.  و يؤخذ عن طريق الفم. 
تشمل الآثار الجانبية الشائعة له: انخفاض الصفائح الدموية وانخفاض خلايا الدم الحمراء وانخفاض خلايا الدم البيضاء و الإسهال و الطفح الجلدي والنزيف والتهاب الفم.  قد تشمل الآثار الجانبية الأخرى: العدوى وفشل القلب و ارتفاع ضغط الدم و أنواع السرطان الأخرى و متلازمة انحلال الورم .  أما استخدامه خلال الحمل فقد يضر الجنين.  وهو يعمل عن طريق منع بروتون التيروزين كيناز (BTK) الذي يبطئ انقسام الخلايا البائية . 
وُوفق على إيبروتينيب للاستخدام الطبي في الولايات المتحدة في عام 2013 و أوروبا في 2014.   وهو مدرج في قائمة منظمة الصحة العالمية للأدوية الأساسية كعنصر تكميلي.  كما وُوفق على الإصدارات المكافئة كذلك .  في المملكة المتحدة، تكلف 4 أسابيع من العلاج هيئة الخدمات الصحية الوطنية حوالي 5000 جنيه إسترليني اعتبارًا من عام 2021.  ويكلف هذا المبلغ في الولايات المتحدة حوالي 14500 دولار أمريكي. 